# Stenoma irascens
Stenoma irascens es una especie de polilla del género Stenoma, orden Lepidoptera. Fue descrita científicamente por Meyrick en 1930
Se encuentra en Brasil. La envergadura es de 17 mm. Las alas anteriores son de color violeta castaño con cuatro o cinco lunares grises o marcas transversales.